# Sigurd Andersson
Sigurd Andersson   (Kalix, 18 de juliol de 1926 - Kalix, 5 de febrer de 2009) fou un esquiador de fons suec que va competir durant les dècades de 1940 i 1950.
El 1952 va prendre part en els Jocs Olímpics d'Hivern d'Oslo, on guanyà la medalla de bronze en la prova del 4x10 quilòmetres del programa d'esquí de fons. Formà equip amb Nils Täpp, Enar Josefsson i Martin Lundström. En el seu palmarès també destaca un campionat nacional.